# Dendrolagus mayri
Dendrolagus mayri és una espècie de diprotodont de la família dels macropòdids. És endèmic d'Indonèsia, on viu a altituds superiors a 1.500 msnm. El seu hàbitat natural són els boscos montans amb molsa. Està amenaçat per la caça. Aquest tàxon fou anomenat en honor de l'ornitòleg i zoòleg alemany Ernst Mayr. Fins al 2018 només se n'havia trobat un exemplar.